# Кулапинский
Кулапинский — починок в Малмыжском районе Кировской области. Входит в состав Савальского сельского поселения. 

## География
Находится в правобережной части района на расстоянии  менее 2 километров по прямой на север от районного центра города Малмыж.

## История
Известна с 1950 года, когда в нем было учтено 7 дворов и 24 жителя. В 1989 году учтено 310 жителей.

## Население
Постоянное население  составляло 362 человек (русские 50%, татары 41%) в 2002 году, 329 в 2010.